# 卢埃林·赫伯特
卢埃林·赫伯特（英語：Llewellyn Herbert，1977年7月21日—），南非男子田径运动员。他曾代表南非参加1996年、2000年和2004年夏季奥林匹克运动会田径比赛，其中2000年奥运会获得一枚铜牌。